# Arabische Halbinsel
Die Arabische Halbinsel (arabisch جزيرة العرب, DMG Ǧazīrat al-ʿArab), auch Arabien, ist mit 2,73 Millionen km² Fläche die größte Halbinsel der Erde und liegt auf der Arabischen Platte in Vorderasien. Geologisch gehört sie zu Afrika, geographisch zu Asien. Der größte Staat auf der Halbinsel ist Saudi-Arabien. Die Halbinsel ist eine bedeutende Region innerhalb der arabischen Welt.

## Geographie
Die Arabische Halbinsel wird begrenzt vom Golf von Akaba und dem Roten Meer im Westen und Südwesten, vom Arabischen Meer im Süden und Südosten sowie vom Persischen Golf im Nordosten. Die Arabische Halbinsel ist vor Westantarktika und Vorderindien die größte Halbinsel der Erde und wird zu Vorderasien gezählt; gleichwohl ist sie geologisch ein Teil Afrikas. Zusammen mit mehreren angrenzenden Staaten bildet sie den Nahen Osten.
Tektonisch gesehen bildet diese Halbinsel den größeren südlichen Teil der Arabischen Platte. Geologisch gehört die Halbinsel zur alten afrikanischen Kontinentalmasse, auch wenn sie durch den Grabenbruch des Roten Meeres getrennt ist. Die Halbinsel ist mit der Großen Nefud im Norden und der Rub al-Chali im Süden fast vollständig ein Wüstengebiet (eine sogenannte Wendekreiswüste); sie gehört zu den fünf größten Wüstengebieten der Erde.

## Staaten

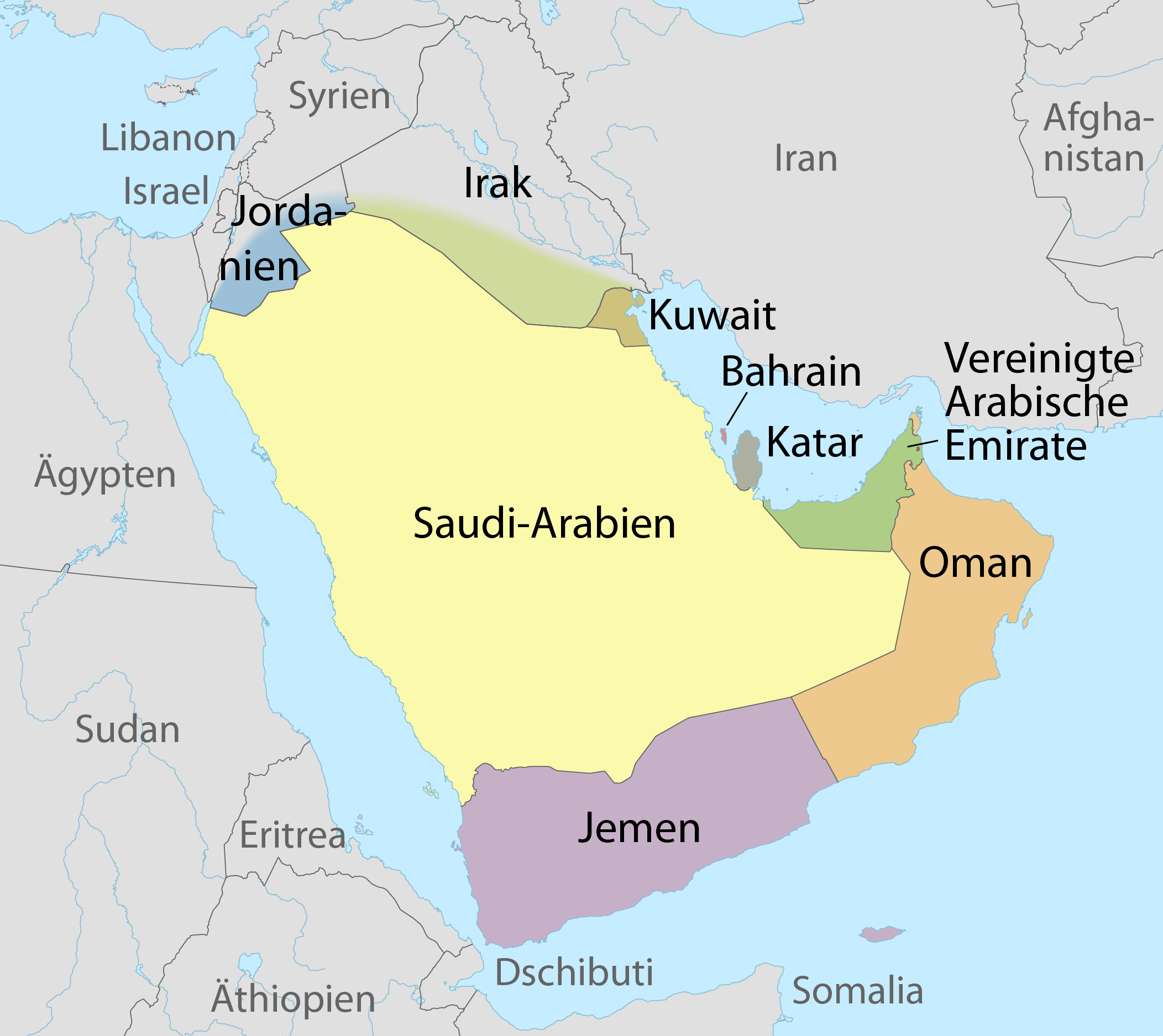
Arabische Halbinsel und angrenzende Region; politische Karte

Auf der Arabischen Halbinsel liegen die folgenden Staaten:
- Jemen
- Katar
- Kuwait
- Oman
- Saudi-Arabien
- Vereinigte Arabische Emirate

Im Norden haben Jordanien und der Irak einen Anteil an der Halbinsel.
Von den Staaten der Arabischen Halbinsel ist Saudi-Arabien flächenmäßig mit Abstand der größte. Bahrain liegt auf einer vorgelagerten Inselgruppe. An die Region grenzen im Westen Ägypten, im Norden Israel, Libanon und Syrien sowie im Osten der Iran. Die Bevölkerung der Arabischen Halbinsel betrug 2020 mehr als 80 Millionen Einwohner.

## Vorislamische Geschichte

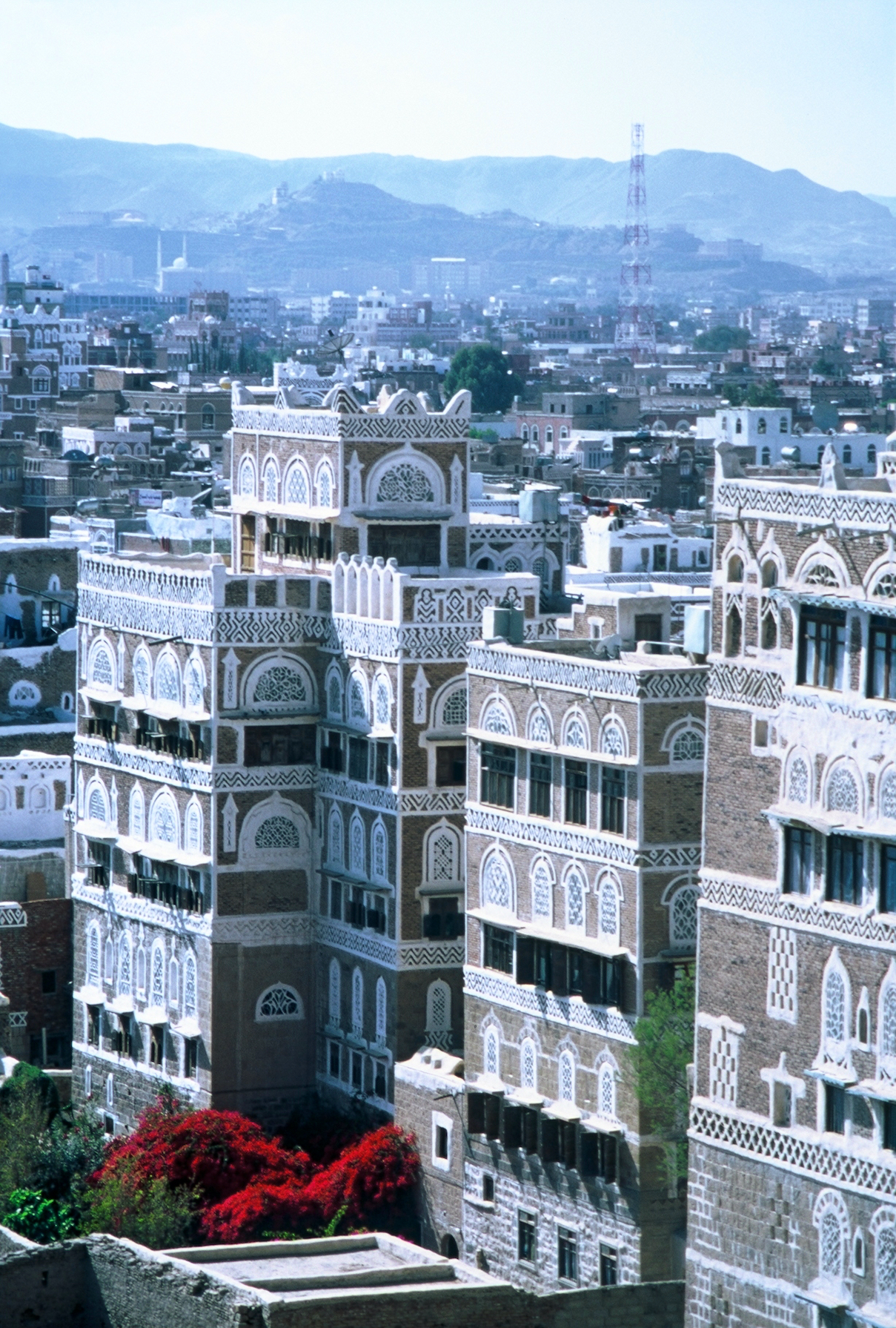
Die Altstadt von Sanaa, Jemen

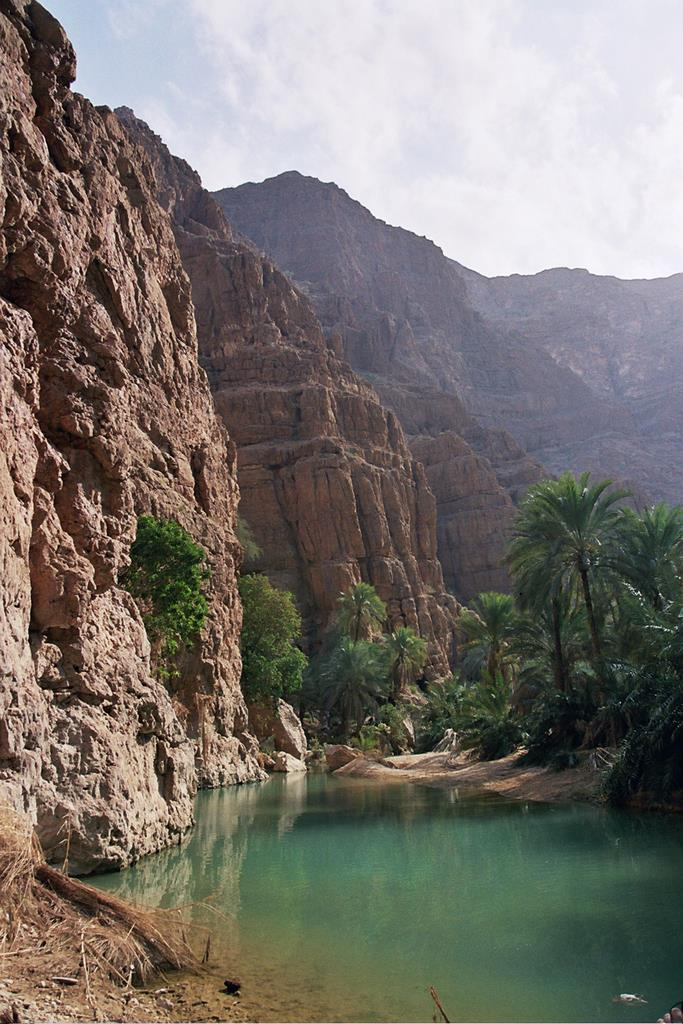
Wadi Shab, Oman

Ein frühes Reich auf der in weiten Teilen unbewohnbaren Arabischen Halbinsel war im Süden das sagenumwobene Saba, das zeitweise ganz Südwestarabien beherrschte und Kolonien in Eritrea und Tansania besaß. Im 3. Jahrhundert v. Chr. gewann das Reich Himyar, das an der südwestlichen Spitze lag, die Vorherrschaft über Alt-Südarabien; es eroberte um 300 auch Hadramaut, das wegen des Weihrauch- und Myrrhe-Anbaus seit alters her bedeutend war. Im Norden bestand zunächst das Reich der Nabatäer, dann das Reich Palmyra, später auch die Reiche der Ghassaniden und Lachmiden.
Wohl unter dem Schutz der Sassaniden gelang es zu Beginn des 6. Jahrhunderts dem Himyarkönig Yusuf Asʾar Yathʾar, genannt dhū-Nuwās, im Süden der Halbinsel ein Großreich zu errichten; Nuwas nahm den jüdischen Glauben an. Nach einer Christenverfolgung durch Yusuf Asar Yathar unterwarf 525 das aksumitische Reich von Abessinien das himjaritische Reich. Als Nachkommen der himjaritischen Elite um 570 die Sassaniden in Persien um Unterstützung baten, wurde der Jemen erneut zu einem sassanidischen Protektorat. Unter König Saif ibn Dhi Yazan (576–597) gelang mit persischer Hilfe die endgültige Vertreibung der Aksumiten, doch übernahmen die Sassaniden 597 die direkte Herrschaft im Jemen.
Auch die östlichen Teile der arabischen Halbinsel standen Ende des 6. Jahrhunderts unter sassanidischer Oberherrschaft. In Bahrain herrschte als sassanidischer Vasall König al-Mundhir ibn Sāwā aus dem arabischen Stamm Tamīm, in Oman König Dschulandā ibn al-Mustakbir aus dem Stamme Azd. Ihnen stand vor Ort jeweils ein sasanidischer Gouverneur zur Seite. Zu Beginn der Ausbreitung des Islams kam die gesamte arabische Halbinsel noch zu Lebzeiten des arabischen Religionsstifters Mohammed bis zum Jahr 630 unter islamische Herrschaft.